# Charakteristische Zahlen
Gottfried Wilhelm Leibniz entwickelte die Idee der charakteristischen Zahlen im Jahre 1679. Er verwendete sie als Modell der aristotelischen syllogistischen Logik  und hoffte, damit eine allgemeine Methode gefunden zu haben, alle logischen Probleme mit Hilfe eines Kalküls, nämlich des Rechnens mit ganzen Zahlen, lösen zu können.

## Die Idee
Im Jahre 1679 verfasste Gottfried Wilhelm Leibniz eine kleine Anzahl von unveröffentlichten Manuskripten. Diese Texte gehören in den Kontext seines ehrgeizigen Projektes eines Calculus Universalis, den er selbst wie folgt beschreibt:

„Wenn man Charaktere oder Zeichen finden könnte, die alle unsere Gedanken genauso rein und klar ausdrücken könnten wie die Arithmetik Zahlen oder die Analytische Geometrie Linien ausdrückt, dann könnte man in allen Angelegenheiten, soweit sie dem rationalen Denken zugänglich sind, das tun, was man in der Arithmetik und Geometrie tut.“

„Zur Aufstellung eines allgemeinen Kalküls sind Charaktere für alle
beliebigen Ausdrücke zu erfinden, aus denen, nachdem sie miteinander
verbunden worden sind, die Wahrheit der aus den Ausdrücken
zusammengesetzten Sätze sofort erkannt werden kann. Als die
bequemsten Charaktere habe ich bisher die Zahlen gefunden. Sie sind
nämlich leicht zu handhaben und können sich allen Gegenständen
anpassen, ferner geben sie Gewissheit. (Ad calculum universalem constituendum inveniendi sunt characteres pro terminis quibusque, ex quibus postea inter se junctis statim cognosci queat propositum ex terminis conflatorum veritas. Commodissimos characterum hactenus invenio ess Numeros. Sunt enim facile tractabiles omnibusque rebus accomodari possunt, et certitudinem habent.)“

Leibniz Idee war es, Primzahlen zu verwenden, um die Bausteine seiner Logik, die einfachen oder elementaren Ideen, zu repräsentieren. Zusammengesetzte Ideen oder Begriffe sollten dann durch das Produkt von Primzahlen repräsentiert werden, genau wie sich alle ganzen Zahlen gemäß dem Fundamentalsatz der Algebra als Produkte von Primzahlen darstellen lassen. Von ihm stammt das folgende einfache Beispiel:

„Wenn zum Beispiel angenommen wird, dass der Begriff ‚Tier’ durch die Zahl 2 (oder allgemein a) ausgedrückt wird, der Begriff ‚rational’ durch die Zahl 3 ( oder allgemein r), dann wird der Begriff ‚Mensch’ durch die Zahl 2×3 ausgedrückt, d.h. 6 als Ergebnis der Multiplikation von 2 und 3 ( oder allgemein durch die Zahl a×r). (Exempli causa, si fingeretur terminus animalis exprimi per numerum aliquem 2 (vel generalis a) terminus rationalis per numerum 3 ( vel generalis r ) terminus hominus exprimetur per numerum 2×3, id est 6, seu productum ex multiplicatis in vicem 2 et 3 ( vel generalius per numerum a×r ))“

Nach einigen Mühen musste Leibniz allerdings feststellen, dass er mit dieser einfachen Methode seine Idee nicht realisieren konnte (die dabei auftretenden Probleme werden ausführlich in geschildert). Leibniz löste diese Probleme, indem er von der Darstellung durch ganze Zahlen zur Darstellung durch Zahlenpaare überging.

## Die Zahlenpaare
Wie bei seinem simplen oben geschilderten Ansatz geht Leibniz davon aus, dass es einfache, nicht zusammengesetzte Ideen oder Begriffe gibt, durch die sich alle anderen Begriffe zusammensetzen lassen. Diese Grundbegriffe werden wieder den Primzahlen zugeordnet; d. h. jedem Grundbegriff entspricht genau eine Primzahl.
Zusammengesetzte Begriffe werden dadurch bestimmt, dass man angibt, welche elementaren Begriffe in ihnen enthalten sind ("positive" Grundbegriffe) und welche Grundbegriffe nicht in ihm enthalten sind ("negative" Grundbegriffe).
Zu einem gegebenen zusammengesetzten Begriff {\displaystyle S} sei {\displaystyle s} das Produkt derjenigen Primzahlen, die zu den "positiven" Begriffen gehören, und sei {\displaystyle \sigma } das Produkt derjenigen Primzahlen, die zu den "negativen" Begriffen gehören. Dann ordnet man dem Begriff {\displaystyle S} das Zahlenpaar {\displaystyle (s,\sigma )} zu:
.
Leibniz selbst verwendete allerdings nicht die moderne Schreibweise als Zahlenpaar, sondern eine andere: Statt {\displaystyle (s,\sigma )} schrieb er {\displaystyle +s-\sigma }.

## Die Urteile
Ziel der Abbildung von Begriffen auf Zahlen(paare) war es, die auf Aristoteles zurückgehenden kategorischen Urteilsformen ebenfalls durch arithmetische Formeln zu interpretieren. Dies gelingt Leibniz wie folgt.
Nehmen wir an, dass dem Subjekt S und dem Prädikat P die charakteristischen Zahlenpaare {\displaystyle (s,\sigma )} bzw. {\displaystyle (p,\pi )} zugeordnet sind. Dann werden die kategorischen Urteile wie folgt interpretiert:
| Urteil                  | Bezeichnung | Interpretation                                                                |
| ----------------------- | ----------- | ----------------------------------------------------------------------------- |
| „Alle S sind P“         | A-Urteil    | s teilt p und {\displaystyle \sigma } teilt {\displaystyle \pi }              |
| „Kein S ist P“          | E-Urteil    | ggT{\displaystyle (s,\pi )>1} oder ggT{\displaystyle (p,\sigma )>1}           |
| „Einige S sind P“       | I-Urteil    | ggT{\displaystyle (s,\pi )}=ggT{\displaystyle (p,\sigma )=1}                  |
| „Einige S sind nicht P“ | O-Urteil    | s teilt nicht p oder {\displaystyle \sigma } teilt nicht {\displaystyle \pi } |

Hierbei wird wie üblich mit ggT(a,b) der größte gemeinsame Teiler der ganzen Zahlen a und b bezeichnet.

## Folgerungen
An den arithmetischen Interpretationen der Urteile lassen sich die Gesetze der Aristotelischen Logik nachvollziehen. Dazu beachte man, dass in den Zahlenpaaren {\displaystyle (s,\sigma )} die Zahlen s und {\displaystyle \sigma } stets teilerfremd sind (als Produkte unterschiedlicher Primzahlen).
Beispiel Aus A(S,P) folgt I(S,P).
Beweis: Angenommen, alle in s enthaltenen Primfaktoren seien auch in p enthalten, und alle in {\displaystyle \sigma } enthaltenen Primfaktoren auch in {\displaystyle \pi }. Wenn nun einer der Primfaktoren von s, sagen wir m, in {\displaystyle \pi } enthalten wäre, dann hätten p und {\displaystyle \pi } diese Primzahl als gemeinsamen Faktor, was nach Definition der Zahlenpaare ausgeschlossen ist. Genauso führt man die Annahme zum Widerspruch, dass p und {\displaystyle \sigma } einen gemeinsamen Teiler haben.
Analog hat Leibniz alle anderen grundlegenden Gesetze der Aristotelischen Logik (insbesondere die Syllogismen) in seiner arithmetischen Interpretation bestätigt.
Mit seiner arithmetischen Interpretation ist es Leibniz gelungen, ein intensionales Modell der Logik des Aristoteles aufzustellen. Dieses Modell erlangte Bedeutung durch den polnischen Logiker Jan Łukasiewicz, der die Leibnizschen charakteristischen Zahlen in seinem Standardwerk für den Beweis der Vollständigkeit seines Axiomensystems der Aristotelischen Logik verwendete.